# احتجاجات الانتخابات الرئاسية الفنزويلية 2013
احتجاجات الانتخابات الرئاسية الفنزويلية 2013 يشير إلى الأحداث التي وقعت بعد الانتخابات الرئاسية الفنزويلية 2013، ومعظمها احتجاجات رداً على نتيجة الانتخابات التي تم فيها انتخاب نيكولاس مادورو القطب الوطني رئيساً لفنزويلا.

## الانتخابات الرئاسية
بعد الانتخابات الرئاسية في 14 أبريل 2013 رفض زعيم المعارضة كابريليس النشرة الصادرة عن الانتخابات الوطنية الانتخابية وطالب بإعادة فرز الأصوات بنسبة 100٪، بسبب قيادته الانتخابية أبلغت عن 3500 مخالفة على الأقل خلال العملية الانتخابية، الالتماس الذي انضم إليه رئيس المجلس الوطني فيسينتي دياز وبدعم من حكومات إسبانيا وفرنسا والولايات المتحدة والباراغواي والأمين العام لمنظمة الدول الأمريكية خوسيه ميغيل إنسولزا. في البداية وافق مادورو على المراجعة التي اقترحتها المعارضة.
قدم كابريليس طلبه رسميًا في 17 أبريل 2013 مع جميع الشكوى المقابلة والتماس التحقق الكامل من الأفعال. عقد المجلس الانتخابي الوطني اجتماعًا لساعات في نفس اليوم حتى قبل التحقق "في المرحلة الثانية"، ولم يتم تدقيق 46٪ من صناديق الاقتراع بشكل عشوائي في البداية. ومع ذلك لم يتم دعم هذا التدقيق من قبل كابريليس، الذي جادل بأنه "كان يجب إجراؤه جنبًا إلى جنب مع مراجعة دفاتر التصويت"، سبب الطعن في العملية أمام محكمة العدل العليا.